# KHL (2008/2009)
Sezon KHL 2008/2009 – pierwszy sezon ligi KHL. W rozgrywkach brało udział 24 kluby: 21 drużyn rosyjskich (w tym 20 z Superligi) oraz po jednej z Białorusi, Kazachstanu i Łotwy.

## Kluby uczestniczące
Pierwsza edycja ligi KHL w sezonie 2008/09 liczyła 24 uczestniczące kluby. Była niejako kontynuacją poprzedniego sezonu Superligi rosyjskiej 2007/2008.
Początkowo w dywizji Tarasowa zamiast Chimika Woskriesiensk miał grać Awtomobilist Jekaterynburg. Klub z Jekaterynburga nie zdołał przedstawić gwarancji finansowych i miejsce w lidze zajął Chimik.
Jednak istniały plany wprowadzenia większej liczby zespołów występujących w KHL. Możliwy był wówczas kształt ligi składającej się z 30 drużyn. Do drużyn, którym złożono ofertę uczestnictwa w rozgrywkach, należały wówczas występujące w szwedzkich rozgrywkach Elitserien: Färjestad BK i Frölunda HC. Zainteresowani były także zespoły Oulun Kärpät z Finlandii, HC Energie Karlowe Wary z Czech oraz ukraiński Sokił Kijów. Tuż przed startem ligi zaoferowano jeszcze występy drużynom Eisbären Berlin z Niemiec oraz EC Red Bull Salzburg z Austrii. Prowadzono także rozmowy z mistrzem Białorusi, klubem Junost Mińsk.
Po starcie sezonu 2008/09 ówczesny prezes zarządu KHL, Władimir Szalajew przyznał, iż rozszerzenie liczby uczestników powinno następować stopniowo – wpierw do liczby 26, następnie do 30, zaś w końcu do 32 drużyn.
| Dywizja Bobrowa         | Dywizja Tarasowa        | Dywizja Charłamowa | Dywizja Czernyszowa       |
| ----------------------- | ----------------------- | ------------------ | ------------------------- |
| Atłant Mytiszczi        | Chimik Woskriesiensk    | Amur Chabarowsk    | Ak Bars Kazań             |
| Dynama Mińsk            | CSKA Moskwa             | Awangard Omsk      | Barys Astana              |
| Mietałłurg Nowokuźnieck | Mietałłurg Magnitogorsk | Dinamo Ryga        | Dinamo Moskwa             |
| Saławat Jułajew Ufa     | MWD Bałaszycha          | Łokomotiw Jarosław | Nieftiechimik Niżniekamsk |
| Siewierstal Czerepowiec | SKA Sankt Petersburg    | Łada Togliatti     | Torpedo Niżny Nowogród    |
| Spartak Moskwa          | Traktor Czelabińsk      | Sybir Nowosybirsk  | Witiaź Czechow            |

## Sezon zasadniczy
Rozgrywki rozpoczęły się 2 września meczem Amura Chabarowsk z Dinamo Ryga. Pierwszą bramkę strzelił (podczas tego meczu) Łotysz Aleksandrs Ņiživijs. Oficjalne rozpoczęcie sezonu odbyło się przed meczem Saławatu Jułajew Ufa z Łokomotiw Jarosław (4:1) rozgrywanym o Puchar Otwarcia.

### Śmierć Aleksieja Czeriepanowa
Bezprecedensowym wydarzeniem w rozgrywkach był przypadek podczas meczu rozegranego 13 października 2008 w Czechowie pomiędzy
Witiaziem Czechow a Awangardem Omsk, w trakcie którego zesłabnięciu uległ zawodnik gości Aleksiej Czeriepanow. Pomimo podjęcia akcji ratunkowej 19-letni talent rosyjskiego hokeja zmarł. W wyniku tragicznego zdarzenia władze ligi wydały decyzję, w myśl której dożywotnim zakazem działalności w hokeju wobec został ukarany prezes Awangarda Konstantin Potapow, menadżer generalny klubu Anatolij Bardin oraz lekarz klubowy Siergiej Biełkin. Taką samą karę zastosowano wobec dyrektora klubu Witiazia, Michaiła Dienisowa. Ponadto dla uczczenia jego pamięci władze ligi ustanowiły nagrodę dla najlepszego pierwszoroczniaka sezonu im. Aleksieja Czeriepanowa (jako pierwszy otrzymał ją w 2010 roku Pawieł Zdunow – Mietałłurg Magnitogorsk).

### Mecz Gwiazd
10 stycznia 2009 roku odbył się po raz pierwszy w historii Mecz Gwiazd KHL. Naprzeciw siebie stanął zespół „Obcokrajowców” oraz „Rosjan”. Pierwszej przewodził Jaromír Jágr, a drugiej Aleksiej Jaszyn. Wygrała drużyna Jágra 7:6. Mecz rozegrano pod otwartym niebem na Placu Czerwonym przy 16° mrozu

### Tabela
W pierwszym sezonie KHL drużyny rozlokowano w czterech Dywizjach (bez podziału na Konferencje Zachód i Wschód).
Dywizja Bobrowa
| L  | Klub                         | M  | Pkt | W  | WpD | PpD | P  | G+  | G-  | +/− |
| -- | ---------------------------- | -- | --- | -- | --- | --- | -- | --- | --- | --- |
| 1. | Saławat Jułajew Ufa (1)      | 56 | 129 | 38 | 5   | 5   | 8  | 203 | 116 | +87 |
| 2. | Atłant Mytiszczi (3)         | 56 | 122 | 35 | 7   | 3   | 11 | 189 | 111 | +78 |
| 3. | Spartak Moskwa (9)           | 56 | 93  | 26 | 6   | 3   | 21 | 173 | 158 | +15 |
| 4. | Siewierstal Czerepowiec (17) | 56 | 77  | 19 | 8   | 4   | 25 | 142 | 171 | -29 |
| 5. | Mietałłurg Nowokuźnieck (21) | 56 | 54  | 12 | 5   | 8   | 31 | 127 | 157 | -30 |
| 6. | Dynama Mińsk (22)            | 56 | 49  | 12 | 3   | 7   | 34 | 124 | 197 | -73 |

Dywizja Tarasowa
| L  | Klub                        | M  | Pkt | W  | WpD | PpD | P  | G+  | G-  | +/− |
| -- | --------------------------- | -- | --- | -- | --- | --- | -- | --- | --- | --- |
| 1. | CSKA Moskwa (5)             | 56 | 106 | 27 | 7   | 11  | 11 | 176 | 141 | +35 |
| 2. | Mietałłurg Magnitogorsk (6) | 56 | 104 | 25 | 13  | 3   | 15 | 174 | 148 | +26 |
| 3. | SKA Sankt Petersburg (8)    | 56 | 100 | 26 | 9   | 4   | 17 | 143 | 105 | +38 |
| 4. | Traktor Czelabińsk (12)     | 56 | 84  | 24 | 2   | 8   | 22 | 142 | 166 | -14 |
| 5. | HK MWD Bałaszycha (18)      | 56 | 73  | 20 | 6   | 1   | 29 | 142 | 159 | -17 |
| 6. | Chimik Woskriesiensk (24)   | 56 | 39  | 8  | 3   | 9   | 36 | 108 | 187 | -79 |

Dywizja Charłamowa
| L  | Klub                   | M  | Pkt | W  | WpD | PpD | P  | G+  | G-  | +/− |
| -- | ---------------------- | -- | --- | -- | --- | --- | -- | --- | --- | --- |
| 1. | Łokomotiw Jarosław (4) | 56 | 111 | 32 | 4   | 7   | 13 | 175 | 111 | +63 |
| 2. | Dinamo Ryga (10)       | 56 | 86  | 24 | 5   | 4   | 23 | 132 | 156 | -24 |
| 3. | Łada Togliatti (13)    | 56 | 84  | 21 | 8   | 5   | 22 | 120 | 116 | +4  |
| 4. | Awangard Omsk (16)     | 56 | 78  | 19 | 8   | 5   | 24 | 161 | 164 | -3  |
| 5. | Sibir Nowosybirsk (19) | 56 | 64  | 15 | 6   | 7   | 28 | 146 | 172 | -26 |
| 6. | Amur Chabarowsk (20)   | 56 | 60  | 15 | 4   | 7   | 30 | 111 | 158 | -47 |

Dywizja Czernyszowa
| L  | Klub                           | M  | Pkt | W  | WpD | PpD | P  | G+  | G-  | +/− |
| -- | ------------------------------ | -- | --- | -- | --- | --- | -- | --- | --- | --- |
| 1. | Ak Bars Kazań (2)              | 56 | 122 | 36 | 4   | 6   | 10 | 189 | 123 | +66 |
| 2. | Dinamo Moskwa (7)              | 56 | 100 | 27 | 7   | 5   | 17 | 184 | 143 | +42 |
| 3. | Torpedo Niżny Nowogród (11)    | 56 | 84  | 24 | 3   | 5   | 24 | 162 | 162 | 0   |
| 4. | Nieftiechimik Niżniekamsk (14) | 56 | 79  | 22 | 3   | 7   | 13 | 146 | 140 | +6  |
| 5. | Barys Astana (15)              | 56 | 78  | 20 | 7   | 4   | 25 | 174 | 191 | -17 |
| 6. | Witiaź Czechow (23)            | 56 | 40  | 8  | 5   | 12  | 33 | 134 | 225 | -91 |

L = lokata, M = liczba rozegranych spotkań, Pkt = Liczba zdobytych punktów, W = Wygrane, WpD = Wygrane po dogrywce lub karnych, PpD = Porażki po dogrywce lub karnych, P = Porażki (ogółem), G+ = Gole strzelone, G- = Gole stracone, +/− Różnica bramek
Legenda:     = zwycięstwo w sezonie zasadniczym, awans do II rundy kwalifikacji Ligi Mistrzów,     = zwycięstwo w dywizji,     = awans do play-off

### Statystyki indywidualne
Statystyki zaktualizowane po zakończeniu rundy zasadniczej.
Zawodnicy z pola łącznie
| Gole                       | Gole | Asysty                       | Asysty | Punkty                            | Punkty |
| -------------------------- | ---- | ---------------------------- | ------ | --------------------------------- | ------ |
| Jan Marek (Magnitogorsk)   | 35   | Siergiej Moziakin (Atłant)   | 42     | Siergiej Moziakin (Atłant)        | 76     |
| Pavel Brendl (Torpedo)     | 35   | Aleksiej Morozow (Ak Bars)   | 39     | Jan Marek (Magnitogorsk)          | 72     |
| Siergiej Moziakin (Atłant) | 34   | Jan Marek (Magnitogorsk)     | 37     | Aleksiej Morozow (Ak Bars)        | 71     |
| Danis Zaripow (Ak Bars)    | 34   | Tony Mårtensson (AK Bars)    | 35     | Danis Zaripow (Ak Bars)           | 65     |
| Aleksiej Morozow (Ak Bars) | 32   | Dmitrij Piestunow (Awangard) | 34     | Aleksiej Tierieszczenko (Saławat) | 58     |

Obrońcy
| Gole                           | Gole | Asysty                          | Asysty | Punkty                          | Punkty |
| ------------------------------ | ---- | ------------------------------- | ------ | ------------------------------- | ------ |
| Kevin Dallman (Barys)          | 28   | Peter Podhradský (Torpedo)      | 32     | Kevin Dallman (Barys)           | 58     |
| Dienis Kulasz (CSKA)           | 16   | Kevin Dallman (Barys)           | 30     | Peter Podhradský (Torpedo)      | 38     |
| Aleksandr Guśkow (Łokomotiw)   | 15   | Magnus Johansson (Atłant)       | 27     | Witalij Atiuszow (Magnitogorsk) | 35     |
| Joel Kwiatkowski (Siewierstal) | 13   | Witalij Atiuszow (Magnitogorsk) | 27     | Magnus Johansson (Atłant)       | 34     |
| Jame Pollock (MWD)             | 10   | Ilja Nikulin (Ak Bars)          | 26     | Ilja Nikulin (Ak Bars)          | 33     |

Bramkarze
| Skuteczność interwencji (w %)    | Skuteczność interwencji (w %) | Średnia goli straconych (na mecz) | Średnia goli straconych (na mecz) | Mecze bez straty gola        | Mecze bez straty gola |
| -------------------------------- | ----------------------------- | --------------------------------- | --------------------------------- | ---------------------------- | --------------------- |
| Witalij Kolesnik (Atłant)        | 94,5                          | Dmitrij Jachanow (SKA)            | 1,47                              | Robert Esche (SKA)           | 9                     |
| Aleksandr Jeriomienko (Saławat)  | 93,7                          | Witalij Kolesnik (Atłant)         | 1,59                              | Martin Prusek (Spartak/Ryga) | 8                     |
| Wasilij Koszeczkin (Łada)        | 93,4                          | Wasilij Koszeczkin (Łada)         | 1,65                              | Wasilij Koszeczkin (Łada)    | 8                     |
| Gieorgij Giełaszwili (Łokomotiw) | 93,3                          | Aleksandr Jeriomienko (Saławat)   | 1,74                              | Stanisław Galimow (Ak Bars)  | 7                     |
| Stanisław Galimow (Ak Bars)      | 92,8                          | Stanisław Galimow (Ak Bars)       | 1,81                              | Dmitrij Jachanow (SKA)       | 6                     |

Pozostałe
| Klasyfikacja +/−                  | Klasyfikacja +/− | Zwycięskie gole                   | Zwycięskie gole | Minuty kar                     | Minuty kar |
| --------------------------------- | ---------------- | --------------------------------- | --------------- | ------------------------------ | ---------- |
| Aleksiej Tierieszczenko (Saławat) | +41              | Aleksiej Tierieszczenko (Saławat) | 11              | Chris Simon (Witiaź)           | 261        |
| Michaił Bałandin (Atłant)         | +38              | Siergiej Moziakin (Atłant)        | 9               | Martin Grenier (Traktor)       | 211        |
| Aleksandr Pierieżogin (Saławat)   | +34              | Danis Zaripow (Ak Bars)           | 8               | Tomáš Klouček (Barys)          | 197        |
| Siergiej Moziakin (Atłant)        | +34              | Pavel Brendl (Torpedo)            | 8               | Darcy Verot (Witiaź)           | 170        |
| Magnus Johansson (Atłant)         | +33              | Aleksiej Morozow (Ak Bars)        | 7               | Władisław Bulin (Magnitogorsk) | 165        |

| Strzały na bramkę    | Kevin Dallman (Barys)            | 218 |
| Zwycięstwa bramkarzy | Gieorgij Giełaszwili (Łokomotiw) | 30  |

## Play-off
Do fazy play-off przystąpiło 16 drużyn z najlepszym dorobkiem punktowym w sezonie zasadniczym. W 1/8 finału stworzono pary według klucza miejsc 1-16, 2-15, 3-14 itd. Taka formuła obowiązywała tylko w pierwszym sezonie KHL. W kolejnych rozlokowano drużyny w dywizjach według kryterium geograficznego (w związku z tym każdorazowo system eliminacji odbywa się w osobno w obu konferencji i prowadzi do finału rozgrywek pomiędzy dwoma najlepszymi zespołami Zachodu i Wschodu).

### Schemat
|  |                             |                             |                             |                         |   |                             |                             |                             |  |  |                             |                             |                             |  |  |                                              |                                              |                                              |
|  | 1/8 finału (do 3 zwycięstw) | 1/8 finału (do 3 zwycięstw) | 1/8 finału (do 3 zwycięstw) |                         |   | 1/4 finału (do 3 zwycięstw) | 1/4 finału (do 3 zwycięstw) | 1/4 finału (do 3 zwycięstw) |  |  | 1/2 finału (do 4 zwycięstw) | 1/2 finału (do 4 zwycięstw) | 1/2 finału (do 4 zwycięstw) |  |  | Finał KHL o Puchar Gagarina (do 4 zwycięstw) | Finał KHL o Puchar Gagarina (do 4 zwycięstw) | Finał KHL o Puchar Gagarina (do 4 zwycięstw) |
|  | 1/8 finału (do 3 zwycięstw) | 1/8 finału (do 3 zwycięstw) | 1/8 finału (do 3 zwycięstw) |                         |   | 1/4 finału (do 3 zwycięstw) | 1/4 finału (do 3 zwycięstw) | 1/4 finału (do 3 zwycięstw) |  |  | 1/2 finału (do 4 zwycięstw) | 1/2 finału (do 4 zwycięstw) | 1/2 finału (do 4 zwycięstw) |  |  | Finał KHL o Puchar Gagarina (do 4 zwycięstw) | Finał KHL o Puchar Gagarina (do 4 zwycięstw) | Finał KHL o Puchar Gagarina (do 4 zwycięstw) |
|  |                             |                             |                             |                         |   |                             |                             |                             |  |  |                             |                             |                             |  |  |                                              |                                              |                                              |
|  |                             |                             |                             |                         |   |                             |                             |                             |  |  |                             |                             |                             |  |  |                                              |                                              |                                              |
|  | 1                           | Saławat Jułajew Ufa         | 1                           |                         |   |                             |                             |                             |  |  |                             |                             |                             |  |  |                                              |                                              |                                              |
|  | 1                           | Saławat Jułajew Ufa         | 1                           |                         |   |                             |                             |                             |  |  |                             |                             |                             |  |  |                                              |                                              |                                              |
|  | 16                          | Awangard Omsk               | 3                           |                         |   |                             |                             |                             |  |  |                             |                             |                             |  |  |                                              |                                              |                                              |
|  | 16                          | Awangard Omsk               | 3                           |                         |   | 2                           | Ak Bars Kazań               | 3                           |  |  |                             |                             |                             |  |  |                                              |                                              |                                              |
|  |                             |                             |                             |                         |   | 2                           | Ak Bars Kazań               | 3                           |  |  |                             |                             |                             |  |  |                                              |                                              |                                              |
|  |                             |                             | 16                          | Awangard Omsk           | 2 |                             |                             |                             |  |  |                             |                             |                             |  |  |                                              |                                              |                                              |
|  | 2                           | Ak Bars Kazań               | 16                          | Awangard Omsk           | 2 | 3                           |                             |                             |  |  |                             |                             |                             |  |  |                                              |                                              |                                              |
|  | 2                           | Ak Bars Kazań               |                             |                         |   |                             |                             |                             |  |  |                             |                             |                             |  |  |                                              |                                              |                                              |
|  | 15                          | Barys Astana                | 0                           |                         |   |                             |                             |                             |  |  |                             |                             |                             |  |  |                                              |                                              |                                              |
|  | 15                          | Barys Astana                | 0                           |                         |   | 2                           | Ak Bars Kazań               | 4                           |  |  |                             |                             |                             |  |  |                                              |                                              |                                              |
|  |                             |                             |                             |                         |   |                             |                             |                             |  |  |                             |                             |                             |  |  |                                              |                                              |                                              |
|  |                             |                             | 7                           | Dinamo Moskwa           | 2 |                             |                             |                             |  |  |                             |                             |                             |  |  |                                              |                                              |                                              |
|  | 4                           | CSKA Moskwa                 | 7                           | Dinamo Moskwa           | 2 | 3                           |                             |                             |  |  |                             |                             |                             |  |  |                                              |                                              |                                              |
|  | 4                           | CSKA Moskwa                 |                             |                         |   |                             |                             |                             |  |  |                             |                             |                             |  |  |                                              |                                              |                                              |
|  | 13                          | Łada Togliatti              | 2                           |                         |   |                             |                             |                             |  |  |                             |                             |                             |  |  |                                              |                                              |                                              |
|  | 13                          | Łada Togliatti              | 2                           |                         |   | 4                           | CSKA Moskwa                 | 0                           |  |  |                             |                             |                             |  |  |                                              |                                              |                                              |
|  |                             |                             |                             |                         |   | 4                           | CSKA Moskwa                 | 0                           |  |  |                             |                             |                             |  |  |                                              |                                              |                                              |
|  |                             |                             | 7                           | Dinamo Moskwa           | 3 |                             |                             |                             |  |  |                             |                             |                             |  |  |                                              |                                              |                                              |
|  | 7                           | Dinamo Moskwa               | 7                           | Dinamo Moskwa           | 3 | 3                           |                             |                             |  |  |                             |                             |                             |  |  |                                              |                                              |                                              |
|  | 7                           | Dinamo Moskwa               |                             |                         |   |                             |                             |                             |  |  |                             |                             |                             |  |  |                                              |                                              |                                              |
|  | 10                          | Dinamo Ryga                 | 0                           |                         |   |                             |                             |                             |  |  |                             |                             |                             |  |  |                                              |                                              |                                              |
|  | 10                          | Dinamo Ryga                 | 0                           |                         |   | 2                           | Ak Bars Kazań               | 4                           |  |  |                             |                             |                             |  |  |                                              |                                              |                                              |
|  |                             |                             |                             |                         |   |                             |                             |                             |  |  |                             |                             |                             |  |  |                                              |                                              |                                              |
|  |                             |                             | 3                           | Łokomotiw Jarosław      | 3 |                             |                             |                             |  |  |                             |                             |                             |  |  |                                              |                                              |                                              |
|  | 3                           | Łokomotiw Jarosław          | 3                           | Łokomotiw Jarosław      | 3 | 3                           |                             |                             |  |  |                             |                             |                             |  |  |                                              |                                              |                                              |
|  | 3                           | Łokomotiw Jarosław          |                             |                         |   |                             |                             |                             |  |  |                             |                             |                             |  |  |                                              |                                              |                                              |
|  | 14                          | Nieftiechimik Niżniekamsk   | 1                           |                         |   |                             |                             |                             |  |  |                             |                             |                             |  |  |                                              |                                              |                                              |
|  | 14                          | Nieftiechimik Niżniekamsk   | 1                           |                         |   | 3                           | Łokomotiw Jarosław          | 3                           |  |  |                             |                             |                             |  |  |                                              |                                              |                                              |
|  |                             |                             |                             |                         |   | 3                           | Łokomotiw Jarosław          | 3                           |  |  |                             |                             |                             |  |  |                                              |                                              |                                              |
|  |                             |                             | 9                           | Spartak Moskwa          | 0 |                             |                             |                             |  |  |                             |                             |                             |  |  |                                              |                                              |                                              |
|  | 8                           | SKA Sankt Petersburg        | 9                           | Spartak Moskwa          | 0 | 0                           |                             |                             |  |  |                             |                             |                             |  |  |                                              |                                              |                                              |
|  | 8                           | SKA Sankt Petersburg        |                             |                         |   |                             |                             |                             |  |  |                             |                             |                             |  |  |                                              |                                              |                                              |
|  | 9                           | Spartak Moskwa              | 3                           |                         |   |                             |                             |                             |  |  |                             |                             |                             |  |  |                                              |                                              |                                              |
|  | 9                           | Spartak Moskwa              | 3                           |                         |   | 3                           | Łokomotiw Jarosław          | 4                           |  |  |                             |                             |                             |  |  |                                              |                                              |                                              |
|  |                             |                             |                             |                         |   |                             |                             |                             |  |  |                             |                             |                             |  |  |                                              |                                              |                                              |
|  |                             |                             | 6                           | Mietałłurg Magnitogorsk | 1 |                             |                             |                             |  |  |                             |                             |                             |  |  |                                              |                                              |                                              |
|  | 5                           | Atłant Mytiszczi            | 6                           | Mietałłurg Magnitogorsk | 1 | 3                           |                             |                             |  |  |                             |                             |                             |  |  |                                              |                                              |                                              |
|  | 5                           | Atłant Mytiszczi            |                             |                         |   |                             |                             |                             |  |  |                             |                             |                             |  |  |                                              |                                              |                                              |
|  | 12                          | Traktor Czelabińsk          | 0                           |                         |   |                             |                             |                             |  |  |                             |                             |                             |  |  |                                              |                                              |                                              |
|  | 12                          | Traktor Czelabińsk          | 0                           |                         |   | 5                           | Atłant Mytiszczi            | 1                           |  |  |                             |                             |                             |  |  |                                              |                                              |                                              |
|  |                             |                             |                             |                         |   | 5                           | Atłant Mytiszczi            | 1                           |  |  |                             |                             |                             |  |  |                                              |                                              |                                              |
|  |                             |                             | 6                           | Mietałłurg Magnitogorsk | 3 |                             |                             |                             |  |  |                             |                             |                             |  |  |                                              |                                              |                                              |
|  | 6                           | Mietałłurg Magnitogorsk     | 6                           | Mietałłurg Magnitogorsk | 3 | 3                           |                             |                             |  |  |                             |                             |                             |  |  |                                              |                                              |                                              |
|  | 6                           | Mietałłurg Magnitogorsk     |                             |                         |   |                             |                             |                             |  |  |                             |                             |                             |  |  |                                              |                                              |                                              |
|  | 11                          | Torpedo Niżny Nowogród      | 0                           |                         |   |                             |                             |                             |  |  |                             |                             |                             |  |  |                                              |                                              |                                              |
|  | 11                          | Torpedo Niżny Nowogród      | 0                           |                         |   |                             |                             |                             |  |  |                             |                             |                             |  |  |                                              |                                              |                                              |
|  |                             |                             |                             |                         |   |                             |                             |                             |  |  |                             |                             |                             |  |  |                                              |                                              |                                              |

### 1/8 finału
Saławat Jułajew Ufa – Awangard Omsk 1 – 3
| 1 marca 2009 | Saławat Jułajew Ufa | 3:2 pd. | Awangard Omsk | Ufa Arena, Ufa |

| Szczegóły      | Szczegóły                                                            | Szczegóły            | Szczegóły                                     | Szczegóły                                                                              |
| -------------- | -------------------------------------------------------------------- | -------------------- | --------------------------------------------- | -------------------------------------------------------------------------------------- |
| Godzina: 13:00 | W. Antipow 27:53 (EQ) W. Worobjow 31:33 (EQ) A. Kutiejkin 60:38 (PP) | (0:0, 2:1, 0:1, 1:0) | 37:00 (PP) A. Switow 56:18 (PP) D. Własienkow | Widzów: 8400 Sędzia główny: Siergiej Karabanow Sędziowie liniowi: Aleksandr Czerienkow |

| 2 marca 2009 | Saławat Jułajew Ufa | 0:1 pk. | Awangard Omsk | Ufa Arena, Ufa |

| Szczegóły      | Szczegóły | Szczegóły                 | Szczegóły            | Szczegóły                                                                              |
| -------------- | --------- | ------------------------- | -------------------- | -------------------------------------------------------------------------------------- |
| Godzina: 17:00 |           | (0:0, 0:0, 0:0, 0:0, 0:1) | 70:00 (PS) J. Klepiš | Widzów: 8400 Sędzia główny: Siergiej Karabanow Sędziowie liniowi: Aleksandr Czerienkow |

| 4 marca 2009 | Awangard Omsk | 3:2 pd. | Saławat Jułajew Ufa | Arena Omsk, Omsk |

| Szczegóły      | Szczegóły                                                   | Szczegóły            | Szczegóły                                        | Szczegóły                                                                      |
| -------------- | ----------------------------------------------------------- | -------------------- | ------------------------------------------------ | ------------------------------------------------------------------------------ |
| Godzina: 16:00 | J. Jágr 55:18 (PP) A. Popow 56:14 (EQ) J. Klepiš 65:24 (EQ) | (0:0, 0:1, 2:1, 1:0) | 22:27 (EQ) A. Miedwiediew 59:42 (EQ) W. Proszkin | Widzów: 10200 Sędzia główny: Aleksiej Wasiljew Sędziowie liniowi: Jakow Diejew |

| 5 marca 2009 | Awangard Omsk | 4:1 | Saławat Jułajew Ufa | Arena Omsk, Omsk |

| Szczegóły      | Szczegóły                                                                                      | Szczegóły       | Szczegóły                | Szczegóły                                                                      |
| -------------- | ---------------------------------------------------------------------------------------------- | --------------- | ------------------------ | ------------------------------------------------------------------------------ |
| Godzina: 16:00 | W. Aleksandrow 01:42 (EQ) D. Własienkow 17:22 (EQ) D. Własienkow 18:00 (PP) J. Jágr 42:21 (EQ) | (3:1, 0:0, 1:0) | 05:24 (EQ) A. Taratuchin | Widzów: 10200 Sędzia główny: Aleksiej Wasiljew Sędziowie liniowi: Jakow Diejew |

Ak Bars Kazań – Barys Astana 3 – 0
| 2 marca 2009 | Ak Bars Kazań | 4:2 | Barys Astana | Tatneft Arena, Kazań |

| Szczegóły      | Szczegóły                                                                                     | Szczegóły       | Szczegóły                                    | Szczegóły                                                                         |
| -------------- | --------------------------------------------------------------------------------------------- | --------------- | -------------------------------------------- | --------------------------------------------------------------------------------- |
| Godzina: 19:00 | T. Mårtensson 07:37 (PP) T. Mårtensson 09:59 (PP) A. Morozow 17:09 (EQ) A. Morozow 36:54 (EQ) | (3:1, 1:1, 0:0) | 11:56 (PP) K. Głazaczew 21:54 (PP) G. Špilár | Widzów: 5400 Sędzia główny: Aleksandr Antropow Sędziowie liniowi: Siergiej Gusiew |

| 3 marca 2009 | Ak Bars Kazań | 4:2 | Barys Astana | Tatneft Arena, Kazań |

| Szczegóły      | Szczegóły                                                                                   | Szczegóły       | Szczegóły                                       | Szczegóły                                                                         |
| -------------- | ------------------------------------------------------------------------------------------- | --------------- | ----------------------------------------------- | --------------------------------------------------------------------------------- |
| Godzina: 19:00 | J. Hentunen 07:08 (EQ) J. Hentunen 21:11 (EQ) J. Hentunen 22:27 (EQ) A. Jemielin 51:20 (PP) | (1:0, 2:1, 1:1) | 32:54 (PP) K. Głazaczew 54:41 (EQ) K. Głazaczew | Widzów: 4390 Sędzia główny: Aleksandr Antropow Sędziowie liniowi: Siergiej Gusiew |

| 5 marca 2009 | Barys Astana | 1:2 pk. | Ak Bars Kazań | Kazachstan, Astana |

| Szczegóły      | Szczegóły              | Szczegóły                 | Szczegóły                                     | Szczegóły                                                                         |
| -------------- | ---------------------- | ------------------------- | --------------------------------------------- | --------------------------------------------------------------------------------- |
| Godzina: 16:00 | T. Letowski 55:35 (EQ) | (0:0, 0:1, 1:0, 0:0, 0:1) | 36:24 (EQ) G. Klimienko 70:00 (PS) A. Morozow | Widzów: 5000 Sędzia główny: Siergiej Fieofanow Sędziowie liniowi: Aleksiej Biełow |

Łokomotiw Jarosław – Nieftiechimik Niżniekamsk 3 – 1
| 1 marca 2009 | Łokomotiw Jarosław | 2:3 pd. | Nieftiechimik Niżniekamsk | Arena 2000, Jarosław |

| Szczegóły      | Szczegóły                                  | Szczegóły            | Szczegóły                                                              | Szczegóły                                                                |
| -------------- | ------------------------------------------ | -------------------- | ---------------------------------------------------------------------- | ------------------------------------------------------------------------ |
| Godzina: 17:00 | A. Michnow 20:56 (EQ) D. Siomin 37:30 (PP) | (0:0, 2:0, 0:2, 0:1) | 41:32 (EQ) I. Jemielejew 56:05 (PP) A. Iwanow 68:43 (PP) I. Jemielejew | Widzów: 9046 Sędzia główny: Jakow Diejew Sędziowie liniowi: Denis Bondar |

| 2 marca 2009 | Łokomotiw Jarosław | 5:1 | Nieftiechimik Niżniekamsk | Arena 2000, Jarosław |

| Szczegóły      | Szczegóły | Szczegóły       | Szczegóły               | Szczegóły                                                                |
| -------------- | --- | --------------- | ----------------------- | ------------------------------------------------------------------------ |
| Godzina: 19:00 | A. Jaszyn 01:36 (PP) A. Michnow 06:12 (EQ) I. Tkaczenko 12:26 (PP) K. Rudienko 54:50 (EQ) A. Michnow 56:54 (PP) | (3:0, 0:1, 2:0) | 37:45 (EQ) I. Połygałow | Widzów: 8800 Sędzia główny: Jakow Diejew Sędziowie liniowi: Denis Bondar |

| 4 marca 2009 | Nieftiechimik Niżniekamsk | 0:3 | Łokomotiw Jarosław | Nieftiechimik, Niżniekamsk |

| Szczegóły      | Szczegóły | Szczegóły       | Szczegóły                                                           | Szczegóły                                                                              |
| -------------- | --------- | --------------- | ------------------------------------------------------------------- | -------------------------------------------------------------------------------------- |
| Godzina: 19:00 |           | (0:0, 0:2, 0:1) | 24:47 (PP) M. Nilson 34:06 (PP) W. Wiszniewski 52:15 (EQ) D. Siomin | Widzów: 5500 Sędzia główny: Władisław Kisielow Sędziowie liniowi: Aleksandr Czerienkow |

| 5 marca 2009 | Nieftiechimik Niżniekamsk | 1:2 | Łokomotiw Jarosław | Nieftiechimik, Niżniekamsk |

| Szczegóły      | Szczegóły             | Szczegóły       | Szczegóły                                | Szczegóły                                                                              |
| -------------- | --------------------- | --------------- | ---------------------------------------- | -------------------------------------------------------------------------------------- |
| Godzina: 19:00 | D. Makarow 02:42 (EQ) | (1:1, 0:0, 0:1) | 07:38 (PP) J. Vašíček 57:11 (EQ) Z. Irgl | Widzów: 4500 Sędzia główny: Władisław Kisielow Sędziowie liniowi: Aleksandr Czerienkow |

CSKA Moskwa – Łada Togliatti 3 – 2
| 2 marca 2009 | CSKA Moskwa | 0:2 | Łada Togliatti | Hala Sportowa CSKA, Moskwa |

| Szczegóły      | Szczegóły | Szczegóły       | Szczegóły                                     | Szczegóły                                                                       |
| -------------- | --------- | --------------- | --------------------------------------------- | ------------------------------------------------------------------------------- |
| Godzina: 19:45 |           | (0:0, 0:0, 0:2) | 50:07 (PP) D. Makarow 59:44 (EN) A. Czernikow | Widzów: 3500 Sędzia główny: Andriej Biriukow Sędziowie liniowi: Aleksiej Biełow |

| 3 marca 2009 | CSKA Moskwa | 2:1 | Łada Togliatti | Hala Sportowa CSKA, Moskwa |

| Szczegóły      | Szczegóły                                   | Szczegóły       | Szczegóły              | Szczegóły                                                                       |
| -------------- | ------------------------------------------- | --------------- | ---------------------- | ------------------------------------------------------------------------------- |
| Godzina: 19:45 | S. Szyrokow 29:33 (PP) S. Żmakin 43:25 (EQ) | (0:1, 1:0, 1:0) | 14:35 (PP) M. Bielajew | Widzów: 3500 Sędzia główny: Andriej Biriukow Sędziowie liniowi: Aleksiej Biełow |

| 5 marca 2008 | Łada Togliatti | 3:2 | CSKA Moskwa | Wołgar, Togliatti |

| Szczegóły      | Szczegóły                                                           | Szczegóły       | Szczegóły                                 | Szczegóły                                                                         |
| -------------- | ------------------------------------------------------------------- | --------------- | ----------------------------------------- | --------------------------------------------------------------------------------- |
| Godzina: 17:30 | S. Zacharczuk 02:53 (PP) D. Makarow 40:42 (EQ) J. Bodrow 59:24 (EN) | (1:0, 0:1, 2:1) | 27:14 (EQ) A. But 59:54 (EQ) K. Korniejew | Widzów: 2901 Sędzia główny: Konstantin Olenin Sędziowie liniowi: Aleksiej Rawodin |

| 6 marca 2008 | Łada Togliatti | 1:2 | CSKA Moskwa | Wołgar, Togliatti |

| Szczegóły      | Szczegóły            | Szczegóły       | Szczegóły                                  | Szczegóły                                                                         |
| -------------- | -------------------- | --------------- | ------------------------------------------ | --------------------------------------------------------------------------------- |
| Godzina: 17:30 | J. Kietow 35:49 (EQ) | (0:2, 1:0, 0:0) | 01:46 (EQ) K. Starkow 19:13 (PP) D. Kulasz | Widzów: 2901 Sędzia główny: Konstantin Olenin Sędziowie liniowi: Aleksiej Rawodin |

| 8 marca 2009 | CSKA Moskwa | 3:1 | Łada Togliatti | Hala Sportowa CSKA, Moskwa |

| Szczegóły      | Szczegóły                                                     | Szczegóły       | Szczegóły            | Szczegóły                                                                     |
| -------------- | ------------------------------------------------------------- | --------------- | -------------------- | ----------------------------------------------------------------------------- |
| Godzina: 13:00 | D. Kulasz 17:17 (PP) O. Saprykin 39:02 (PP) A. But 39:22 (EQ) | (1:0, 2:1, 0:0) | 30:17 (EQ) J. Kietow | Widzów: 4700 Sędzia główny: Rafael Kadyrow Sędziowie liniowi: Siergiej Gusiew |

Atłant Mytiszczi – Traktor Czelabińsk 3 – 0
| 1 marca 2009 | Atłant Mytiszczi | 3:0 | Traktor Czelabińsk | Mytiszczi Arena, Mytiszczi |

| Szczegóły      | Szczegóły                                                          | Szczegóły       | Szczegóły | Szczegóły                                                                           |
| -------------- | ------------------------------------------------------------------ | --------------- | --------- | ----------------------------------------------------------------------------------- |
| Godzina: 17:00 | A. Leszczow 01:02 (PP) A. Koroluk 50:37 (EQ) A. Głuchow 58:21 (PP) | (1:0, 0:0, 2:0) |           | Widzów: 6900 Sędzia główny: Wiaczesław Bulanow Sędziowie liniowi: Anatolij Zacharow |

| 2 marca 2009 | Atłant Mytiszczi | 5:1 | Traktor Czelabińsk | Mytiszczi Arena, Mytiszczi |

| Szczegóły      | Szczegóły                                                                                             | Szczegóły       | Szczegóły              | Szczegóły                                                                           |
| -------------- | --- | --------------- | ---------------------- | ----------------------------------------------------------------------------------- |
| Godzina: 19:00 | J. Gładskich 13:11 (EQ) S. Moziakin 33:18 (EQ) A. Zubariew 34:10 (EQ) A. Bumagin 50:22 (PP) A. Bojkow | (1:0, 2:1, 2:0) | 24:37 (EQ) P. Dagenais | Widzów: 6900 Sędzia główny: Wiaczesław Bulanow Sędziowie liniowi: Anatolij Zacharow |

| 4 marca 2009 | Traktor Czelabińsk | 1:5 | Atłant Mytiszczi | Junost, Czelabińsk |

| Szczegóły      | Szczegóły                | Szczegóły       | Szczegóły | Szczegóły                                                                       |
| -------------- | ------------------------ | --------------- | --- | ------------------------------------------------------------------------------- |
| Godzina: 17:30 | A. Nikoliszyn 55:45 (EQ) | (0:0, 0:3, 1:2) | 25:28 (PP) A. Leszczow 29:51 (EQ) M. Siemienow 33:56 (EQ) W. Chomickij 45:53 (PP) S. Moziakin 58:26 (SH) A. Koroluk | Widzów: 7500 Sędzia główny: Aleksiej Gorskij Sędziowie liniowi: Wiktor Gaszyłow |

Mietałłurg Magnitogorsk – Torpedo Niżny Nowogród 3 – 0
| 2 marca 2009 | Mietałłurg Magnitogorsk | 4:1 | Torpedo Niżny Nowogród | Arena-Metallurg, Magnitogorsk |

| Szczegóły      | Szczegóły                                                                                   | Szczegóły       | Szczegóły               | Szczegóły                                                                      |
| -------------- | ------------------------------------------------------------------------------------------- | --------------- | ----------------------- | ------------------------------------------------------------------------------ |
| Godzina: 19:00 | J. Kudrna 20:33 (PP) A. Kajgorodow 46:31 (EQ) D. Płatonow 49:14 (EQ) D. Płatonow 55:53 (EQ) | (0:0, 1:0, 3:1) | 56:40 (EQ) J. Szałdybin | Widzów: 4285 Sędzia główny: Wiktor Gaszyłow Sędziowie liniowi: Roman Szczeniow |

| 3 marca 2009 | Mietałłurg Magnitogorsk | 4:2 | Torpedo Niżny Nowogród | Arena-Metallurg, Magnitogorsk |

| Szczegóły      | Szczegóły                                                                                 | Szczegóły       | Szczegóły                                       | Szczegóły                                                                      |
| -------------- | ----------------------------------------------------------------------------------------- | --------------- | ----------------------------------------------- | ------------------------------------------------------------------------------ |
| Godzina: 17:00 | D. Płatonow 00:56 (EQ) J. Marek 06:58 (EQ) A. Kajgorodow 14:23 (PP) T. Rolinek 31:26 (PP) | (3:2, 1:0, 0:0) | 13:10 (EQ) W. Nowopaszyn 19:49 (PP) I. Krikunow | Widzów: 4568 Sędzia główny: Wiktor Gaszyłow Sędziowie liniowi: Roman Szczeniow |

| 5 marca 2009 | Torpedo Niżny Nowogród | 3:6 | Mietałłurg Magnitogorsk | Lodowisko związków zawodowych, Niżny Nowogród |

| Szczegóły      | Szczegóły                                                                | Szczegóły       | Szczegóły | Szczegóły                                                                           |
| -------------- | ------------------------------------------------------------------------ | --------------- | --- | ----------------------------------------------------------------------------------- |
| Godzina: 19:00 | T. Szyszkanow 26:40 (EQ) A. Nikitienko 35:02 (PP) M. Warnakow 39:55 (PP) | (0:2, 3:3, 0:1) | 16:26 (EQ) J. Kudrna 17:57 (SH) J. Fiodorow 24:12 (EQ) J. Marek 26:06 (PP) S. Czistow 27:53 (EQ) I. Mirnow 47:46 (PP) J. Marek | Widzów: 5600 Sędzia główny: Wiaczesław Bulanow Sędziowie liniowi: Anatolij Zacharow |

Dinamo Moskwa – Dinamo Ryga 3 – 0
| 1 marca 2009 | Dinamo Moskwa | 4:0 | Dinamo Ryga | Łużniki, Moskwa |

| Szczegóły      | Szczegóły                                                                                       | Szczegóły       | Szczegóły | Szczegóły                                                                         |
| -------------- | ----------------------------------------------------------------------------------------------- | --------------- | --------- | --------------------------------------------------------------------------------- |
| Godzina: 17:00 | A. Kalużnyj 08:23 (PP) A. Kalużnyj 365:48 (PP) W. Jaczmieniow 40:20 (PP) D. Szytikow 50:23 (EQ) | (1:0, 1:0, 2:0) |           | Widzów: 6500 Sędzia główny: Siergiej Kułakow Sędziowie liniowi: Aleksiej Wasiljew |

| 2 marca 2009 | Dinamo Moskwa | 7:1 | Dinamo Ryga | Łużniki, Moskwa |

| Szczegóły      | Szczegóły | Szczegóły       | Szczegóły           | Szczegóły                                                                         |
| -------------- | --- | --------------- | ------------------- | --------------------------------------------------------------------------------- |
| Godzina: 19:30 | M. Weinhandl 01:35 (EQ) D. Dienisow 16:13 (PP) D. Markow 32:12 (EQ) P. Čajánek 42:14 (SH) M. Weinhandl 46:50 (EQ) K. Rachůnek 52:42 (EQ) A. Goroszanskij 56:56 (EQ) | (2:0, 1:0, 4:1) | 43:52 (PP) M. Hossa | Widzów: 6500 Sędzia główny: Siergiej Kułakow Sędziowie liniowi: Aleksiej Wasiljew |

| 4 marca 2009 | Dinamo Ryga | 3:4 | Dinamo Moskwa | Arēna Rīga, Ryga |

| Szczegóły      | Szczegóły                                                         | Szczegóły       | Szczegóły                                                                                        | Szczegóły                                                                             |
| -------------- | ----------------------------------------------------------------- | --------------- | ------------------------------------------------------------------------------------------------ | ------------------------------------------------------------------------------------- |
| Godzina: 20:30 | M. Hossa 18:02 (PP) A. Ņiživijs 23:35 (EQ) M. Hartigan 29:02 (SH) | (1:0, 2:1, 0:3) | 21:52 (PP) M. Weinhandl 42:14 (PP) K. Rachůnek 43:16 (PP) S. Zinowjew 58:20 (EQ) D. Afanasienkow | Widzów: 11200 Sędzia główny: Siergiej Karabanow Sędziowie liniowi: Siergiej Siemionow |

SKA Sankt Petersburg – Spartak Moskwa 0 – 3
| 2 marca 2009 | SKA Sankt Petersburg | 2:3 | Spartak Moskwa | Pałac Lodowy, Sankt Petersburg |

| Szczegóły      | Szczegóły                                           | Szczegóły       | Szczegóły                                                             | Szczegóły                                                                         |
| -------------- | --------------------------------------------------- | --------------- | --------------------------------------------------------------------- | --------------------------------------------------------------------------------- |
| Godzina: 19:00 | A. Kuczeriawienko 29:23 (EQ) J. Babienko 33:46 (PP) | (0:1, 2:1, 0:1) | 01:46 (PP) Š. Ružička 26:24 (EQ) Š. Ružička 40:49 (PP) B. Radivojevič | Widzów: 9500 Sędzia główny: Aleksiej Rawodin Sędziowie liniowi: Konstantin Olenin |

| 3 marca 2009 | SKA Sankt Petersburg | 1:2 pd. | Spartak Moskwa | Pałac Lodowy, Sankt Petersburg |

| Szczegóły      | Szczegóły               | Szczegóły            | Szczegóły                                  | Szczegóły                                                                          |
| -------------- | ----------------------- | -------------------- | ------------------------------------------ | ---------------------------------------------------------------------------------- |
| Godzina: 19:00 | M. Suszynski 59:33 (EQ) | (0:1, 0:0, 1:0, 0:1) | 08:41 (PP) R. Łuduchin 68:26 (EQ) D. Upper | Widzów: 10000 Sędzia główny: Aleksiej Rawodin Sędziowie liniowi: Konstantin Olenin |

| 5 marca 2009 | Spartak Moskwa | 3:2 | SKA Sankt Petersburg | Sokolniki Arena, Moskwa |

| Szczegóły      | Szczegóły                                                         | Szczegóły       | Szczegóły                                      | Szczegóły                                                                      |
| -------------- | ----------------------------------------------------------------- | --------------- | ---------------------------------------------- | ------------------------------------------------------------------------------ |
| Godzina: 19:30 | M. Rybin 23:12 (PP) B. Radivojevič 32:26 (EQ) M. Rybin 38:04 (EQ) | (0:2, 3:0, 0:0) | 01:20 (EQ) I. Makarow 17:44 (EQ) D. Nemirovsky | Widzów: 5500 Sędzia główny: Siergiej Kułakow Sędziowie liniowi: Rafael Kadyrow |

### Ćwierćfianły
Ak Bars Kazań – Awangard Omsk 3 – 2
| 10 marca 2009 | Ak Bars Kazań | 0:2 | Awangard Omsk | Tatneft Arena, Kazań |

| Szczegóły      | Szczegóły | Szczegóły       | Szczegóły                                 | Szczegóły                                                                          |
| -------------- | --------- | --------------- | ----------------------------------------- | ---------------------------------------------------------------------------------- |
| Godzina: 19:00 |           | (0:1, 0:1, 0:0) | 09:02 (EQ) N. Nikitin 24:04 (EQ) D. Jeżow | Widzów: 7300 Sędzia główny: Siergiej Karabanow Sędziowie liniowi: Aleksiej Gorskij |

| 11 marca 2009 | Ak Bars Kazań | 3:2 pk. | Awangard Omsk | Tatneft Arena, Kazań |

| Szczegóły      | Szczegóły                                                         | Szczegóły                 | Szczegóły                                     | Szczegóły                                                                          |
| -------------- | ----------------------------------------------------------------- | ------------------------- | --------------------------------------------- | ---------------------------------------------------------------------------------- |
| Godzina: 19:00 | D. Zaripow 00:14 (EQ) A. Morozow 46:24 (PP) A. Morozow 70:00 (PS) | (1:0, 0:1, 1:1, 0:0, 1:0) | 39:28 (EQ) A. Biełow 59:56 (PP) D. Własienkow | Widzów: 7550 Sędzia główny: Siergiej Karabanow Sędziowie liniowi: Aleksiej Gorskij |

| 13 marca 2009 | Awangard Omsk | 4:2 | Ak Bars Kazań | Arena Omsk, Omsk |

| Szczegóły      | Szczegóły                                                                                    | Szczegóły       | Szczegóły                                        | Szczegóły                                                                           |
| -------------- | -------------------------------------------------------------------------------------------- | --------------- | ------------------------------------------------ | ----------------------------------------------------------------------------------- |
| Godzina: 16:00 | W. Aleksandrow 15:29 (EQ) D. Riabykin 33:32 (EQ) J. Jágr 35:01 (EQ) D. Własienkow 59:41 (EN) | (1:1, 2:1, 1:0) | 09:15 (EQ) A. Stiepanow 20:21 (EQ) T. Mårtensson | Widzów: 10200 Sędzia główny: Siergiej Siemionow Sędziowie liniowi: Andriej Biriukow |

| 14 marca 2009 | Awangard Omsk | 1:11 | Ak Bars Kazań | Arena Omsk, Omsk |

| Szczegóły      | Szczegóły              | Szczegóły       | Szczegóły | Szczegóły                                                                           |
| -------------- | ---------------------- | --------------- | --- | ----------------------------------------------------------------------------------- |
| Godzina: 14:00 | A. Małyszew 35:47 (PP) | (0:6, 1:3, 0:2) | 05:46 (PP) O. Pietrow 06:10 (EQ) N. Aleksiejew 07:39 (EQ) N. Kapanen 12:36 (PP) J. Miedwiediew 18:34 (EQ) A. Morozow 19:04 (EQ) N. Aleksiejew 25:11 (PP) D. Zaripow 30:49 (PP) J. Hentunen 32:51 (PP) D. Obuchow 52:25 (EQ) J. Miedwiediew 58:20 (PP) T. Mårtensson | Widzów: 10200 Sędzia główny: Siergiej Siemionow Sędziowie liniowi: Andriej Biriukow |

| 16 marca 2009 | Ak Bars Kazań | 3:2 pd. | Awangard Omsk | Tatneft Arena, Kazań |

| Szczegóły      | Szczegóły                                                           | Szczegóły            | Szczegóły                                 | Szczegóły                                                                         |
| -------------- | ------------------------------------------------------------------- | -------------------- | ----------------------------------------- | --------------------------------------------------------------------------------- |
| Godzina: 19:00 | A. Stiepanow 09:22 (PP) I. Nikulin 59:45 (EQ) O. Pietrow 62:08 (EQ) | (1:0, 0:2, 1:0, 1:0) | 26:07 (EQ) J. Jágr 30:21 (PP) D. Riabykin | Widzów: 8332 Sędzia główny: Siergiej Kułakow Sędziowie liniowi: Anatolij Zacharow |

Łokomotiw Jarosław – Spartak Moskwa 3 – 0
| 11 marca 2009 | Łokomotiw Jarosław | 3:1 | Spartak Moskwa | Arena 2000, Jarosław |

| Szczegóły      | Szczegóły                                                         | Szczegóły       | Szczegóły             | Szczegóły                                                                         |
| -------------- | ----------------------------------------------------------------- | --------------- | --------------------- | --------------------------------------------------------------------------------- |
| Godzina: 19:00 | K. Rudienko 25:48 (EQ) Z. Irgl 31:05 (PP) I. Tkaczenko 36:08 (EQ) | (0:0, 3:1, 0:0) | 21:37 (PP) Š. Ružička | Widzów: 9046 Sędzia główny: Aleksiej Rawodin Sędziowie liniowi: Konstantin Olenin |

| 12 marca 2009 | Łokomotiw Jarosław | 5:3 | Spartak Moskwa | Arena 2000, Jarosław |

| Szczegóły      | Szczegóły                                                                                                  | Szczegóły       | Szczegóły                                                             | Szczegóły                                                                         |
| -------------- | --- | --------------- | --------------------------------------------------------------------- | --------------------------------------------------------------------------------- |
| Godzina: 19:00 | A. Jaszyn 08:22 (EQ) A. Jaszyn 35:29 (EQ) A. Michnow 53:10 (EQ) A. Galimow 55:05 (EQ) A. Jaszyn 58:52 (EN) | (1:0, 1:1, 3:2) | 36:59 (EQ) A. Drozdieckij 51:42 (PP) D. Tarasow 54:46 (EQ) A. Akifjew | Widzów: 9046 Sędzia główny: Aleksiej Rawodin Sędziowie liniowi: Konstantin Olenin |

| 14 marca 2009 | Spartak Moskwa | 4:5 | Łokomotiw Jarosław | Sokolniki Arena, Moskwa |

| Szczegóły      | Szczegóły                                                                            | Szczegóły       | Szczegóły | Szczegóły                                                                         |
| -------------- | ------------------------------------------------------------------------------------ | --------------- | --- | --------------------------------------------------------------------------------- |
| Godzina: 17:00 | K. Kniaziew 11:04 (PP) M. Rybin 18:10 (PP) D. Bajew 42:57 (PP) I. Baranka 52:21 (PP) | (2:0, 0:3, 2:2) | 20:13 (EQ) A. Michnow 31:41 (EQ) A. Kalanin 37:06 (PP) A. Guśkow 43:59 (EQ) A. Michnow 56:54 (EQ) J. Vašíček | Widzów: 5500 Sędzia główny: Anatolij Zacharow Sędziowie liniowi: Aleksiej Gorskij |

CSKA Moskwa – Dinamo Moskwa 0 – 3
| 10 marca 2009 | CSKA Moskwa | 1:2 | Dinamo Moskwa | Hala Sportowa CSKA, Moskwa |

| Szczegóły      | Szczegóły             | Szczegóły       | Szczegóły                                    | Szczegóły                                                                           |
| -------------- | --------------------- | --------------- | -------------------------------------------- | ----------------------------------------------------------------------------------- |
| Godzina: 19:45 | D. Parszyn 17:29 (PP) | (1:2, 0:0, 0:0) | 01:44 (EQ) D. Tołpeko 05:50 (EQ) S. Zinowjew | Widzów: 5400 Sędzia główny: Wiaczesław Bulanow Sędziowie liniowi: Anatolij Zacharow |

| 11 marca 2009 | CSKA Moskwa | 0:7 | Dinamo Moskwa | Hala Sportowa CSKA, Moskwa |

| Szczegóły      | Szczegóły | Szczegóły       | Szczegóły | Szczegóły                                                                       |
| -------------- | --------- | --------------- | --- | ------------------------------------------------------------------------------- |
| Godzina: 19:45 |           | (0:1, 0:6, 0:0) | 18:17 (EQ) E. Landry 24:20 (EQ) M. Piestuszko 24:31 (EQ) E. Landry 29:13 (EQ) D. Afanasienkow 29:52 (EQ) E. Landry 33:19 (EQ) M. Weinhandl 37:51 (EQ) A. Kalużnyj | Widzów: 5500 Sędzia główny: Wiktor Gaszyłow Sędziowie liniowi: Siergiej Kułakow |

| 13 marca 2009 | Dinamo Moskwa | 5:1 | CSKA Moskwa | Łużniki, Moskwa |

| Szczegóły      | Szczegóły | Szczegóły       | Szczegóły              | Szczegóły                                                                     |
| -------------- | --- | --------------- | ---------------------- | ----------------------------------------------------------------------------- |
| Godzina: 19:30 | A. Żytnik 11:24 (SH) K. Rachůnek 21:40 (PP) D. Tołpeko 26:59 (EQ) K. Rachůnek 51:21 (EQ) A. Kalużnyj 57:46 (PP) | (1:0, 2:1, 2:0) | 35:46 (EQ) I. Chomutow | Widzów: 8600 Sędzia główny: Siergiej Gusiew Sędziowie liniowi: Rafael Kadyrow |

Atłant Mytiszczi – Mietałłurg Magnitogorsk 1 – 3
| 11 marca 2009 | Atłant Mytiszczi | 2:1 pd. | Mietałłurg Magnitogorsk | Mytiszczi Arena, Mytiszczi |

| Szczegóły      | Szczegóły                                    | Szczegóły            | Szczegóły             | Szczegóły                                                                           |
| -------------- | -------------------------------------------- | -------------------- | --------------------- | ----------------------------------------------------------------------------------- |
| Godzina: 19:00 | A. Bumagin 16:54 (EQ) A. Zubariew 68:17 (EQ) | (1:1, 0:0, 0:0, 1:0) | 14:49 (EQ) T. Rolinek | Widzów: 7000 Sędzia główny: Wiaczesław Bulanow Sędziowie liniowi: Anatolij Zacharow |

| 12 marca 2009 | Atłant Mytiszczi | 3:4 | Mietałłurg Magnitogorsk | Mytiszczi Arena, Mytiszczi |

| Szczegóły      | Szczegóły                                                        | Szczegóły       | Szczegóły                                                                                   | Szczegóły                                                                     |
| -------------- | ---------------------------------------------------------------- | --------------- | ------------------------------------------------------------------------------------------- | ----------------------------------------------------------------------------- |
| Godzina: 19:00 | N. Pronin 02:09 (EQ) D. Bykow 30:24 (PP) W. Chomickij 41:47 (PP) | (1:0, 1:3, 1:1) | 23:35 (PP) T. Rolinek 24:05 (PP) W. Maleńkich 39:26 (SH) A. Kajgorodow 54:10 (EQ) W. Buljin | Widzów: 7100 Sędzia główny: Rafael Kadyrow Sędziowie liniowi: Siergiej Gusiew |

| 14 marca 2009 | Mietałłurg Magnitogorsk | 3:0 | Atłant Mytiszczi | Arena-Metallurg, Magnitogorsk |

| Szczegóły      | Szczegóły                                                           | Szczegóły       | Szczegóły | Szczegóły                                                                             |
| -------------- | ------------------------------------------------------------------- | --------------- | --------- | ------------------------------------------------------------------------------------- |
| Godzina: 15:00 | J. Kudrna 16:40 (EQ) W. Maleńkich 28:25 (EQ) W. Atiuszow 55:01 (PP) | (1:0, 1:0, 1:0) |           | Widzów: 7770 Sędzia główny: Konstantin Olenin Sędziowie liniowi: Aleksandr Czerienkow |

| 15 marca 2009 | Mietałłurg Magnitogorsk | 4:2 | Atłant Mytiszczi | Arena-Metallurg, Magnitogorsk |

| Szczegóły      | Szczegóły                                                                                       | Szczegóły       | Szczegóły                                     | Szczegóły                                                                             |
| -------------- | ----------------------------------------------------------------------------------------------- | --------------- | --------------------------------------------- | ------------------------------------------------------------------------------------- |
| Godzina: 15:00 | W. Maleńkich 19:04 (PP) T. Rolinek 39:54 (PP) A. Kajgorodow 45:33 (EQ) N. Zawaruchin 58:49 (EN) | (1:0, 1:1, 2:1) | 31:43 (EQ) A. Niestierow 43:54 (EQ) A. Bojkow | Widzów: 7167 Sędzia główny: Konstantin Olenin Sędziowie liniowi: Aleksandr Czerienkow |

### Półfinały
Ak Bars Kazań – Dinamo Moskwa 4 – 2
| 19 marca 2009 | Ak Bars Kazań | 4:1 | Dinamo Moskwa | Tatneft Arena, Kazań |

| Szczegóły      | Szczegóły                                                                                 | Szczegóły       | Szczegóły              | Szczegóły                                                                         |
| -------------- | ----------------------------------------------------------------------------------------- | --------------- | ---------------------- | --------------------------------------------------------------------------------- |
| Godzina: 19:00 | A. Morozow 03:38 (EQ) D. Kazionow 28:22 (EQ) J. Hentunen 40:49 (EQ) O. Pietrow 44:01 (EQ) | (1:0, 1:0, 2:1) | 53:09 (EQ) S. Zinowjew | Widzów: 7300 Sędzia główny: Siergiej Gusiew Sędziowie liniowi: Siergiej Karabanow |

| 20 marca 2009 | Ak Bars Kazań | 2:3 pd. | Dinamo Moskwa | Tatneft Arena, Kazań |

| Szczegóły      | Szczegóły                                      | Szczegóły            | Szczegóły                                                                | Szczegóły                                                                          |
| -------------- | ---------------------------------------------- | -------------------- | ------------------------------------------------------------------------ | ---------------------------------------------------------------------------------- |
| Godzina: 19:00 | T. Mårtensson 39:44 (PP) D. Zaripow 58:37 (EQ) | (0:2, 1:0, 1:0, 0:1) | 01:25 (EQ) M. Weinhandl 19:19 (EQ) K. Kasianczuk 67:06 (EQ) M. Weinhandl | Widzów: 8030 Sędzia główny: Siergiej Siemionow Sędziowie liniowi: Aleksiej Gorskij |

| 22 marca 2009 | Dinamo Moskwa | 0:1 | Ak Bars Kazań | Łużniki, Moskwa |

| Szczegóły      | Szczegóły | Szczegóły       | Szczegóły             | Szczegóły                                                                         |
| -------------- | --------- | --------------- | --------------------- | --------------------------------------------------------------------------------- |
| Godzina: 17:00 |           | (0:0, 0:0, 0:1) | 43:42 (EQ) D. Zaripow | Widzów: 8300 Sędzia główny: Konstantin Olenin Sędziowie liniowi: Siergiej Kułakow |

| 23 marca 2009 | Dinamo Moskwa | 4:1 | Ak Bars Kazań | Łużniki, Moskwa |

| Szczegóły      | Szczegóły                                                                               | Szczegóły       | Szczegóły             | Szczegóły                                                                        |
| -------------- | --------------------------------------------------------------------------------------- | --------------- | --------------------- | -------------------------------------------------------------------------------- |
| Godzina: 19:30 | E. Landry 16:57 (EQ) A. Kalużnyj 23:04 (EQ) D. Dienisow 31:05 (PP) E. Landry 34:04 (EQ) | (1:1, 3:0, 0:0) | 07:39 (EQ) O. Pietrow | Widzów: 8300 Sędzia główny: Wiktor Gaszyłow Sędziowie liniowi: Anatolij Zacharow |

| 25 marca 2009 | Ak Bars Kazań | 3:0 | Dinamo Moskwa | Tatneft Arena, Kazań |

| Szczegóły      | Szczegóły                                                             | Szczegóły       | Szczegóły | Szczegóły                                                                         |
| -------------- | --------------------------------------------------------------------- | --------------- | --------- | --------------------------------------------------------------------------------- |
| Godzina: 19:00 | D. Obuchow 02:19 (EQ) N. Aleksiejew 42:52 (EQ) D. Kazionow 57:40 (SH) | (1:0, 0:0, 2:0) |           | Widzów: 8030 Sędzia główny: Aleksiej Rawodin Sędziowie liniowi: Konstantin Olenin |

| 27 marca 2009 | Dinamo Moskwa | 1:3 | Ak Bars Kazań | Łużniki, Moskwa |

| Szczegóły      | Szczegóły              | Szczegóły       | Szczegóły                                                           | Szczegóły                                                                           |
| -------------- | ---------------------- | --------------- | ------------------------------------------------------------------- | ----------------------------------------------------------------------------------- |
| Godzina: 19:30 | A. Kalużnyj 20:50 (EQ) | (0:0, 1:1, 0:2) | 33:32 (EQ) A. Badiukow 45:54 (EQ) O. Pietrow 58:34 (EN) J. Hentunen | Widzów: 8300 Sędzia główny: Anatolij Zacharow Sędziowie liniowi: Wiaczesław Bulanow |

Łokomotiw Jarosław – Mietałłurg Magnitogorsk 4 – 1
| 20 marca 2009 | Łokomotiw Jarosław | 0:3 | Mietałłurg Magnitogorsk | Arena 2000, Jarosław |

| Szczegóły      | Szczegóły | Szczegóły       | Szczegóły                                                    | Szczegóły                                                                        |
| -------------- | --------- | --------------- | ------------------------------------------------------------ | -------------------------------------------------------------------------------- |
| Godzina: 19:00 |           | (0:0, 0:2, 0:1) | 25:04 (EQ) J. Marek 37:41 (EQ) I. Mirnow 59:43 (EN) J. Marek | Widzów: 9046 Sędzia główny: Wiaczesław Bulanow Sędziowie liniowi: Rafael Kadyrow |

| 21 marca 2009 | Łokomotiw Jarosław | 6:1 | Mietałłurg Magnitogorsk | Arena 2000, Jarosław |

| Szczegóły      | Szczegóły | Szczegóły       | Szczegóły              | Szczegóły                                                                       |
| -------------- | --- | --------------- | ---------------------- | ------------------------------------------------------------------------------- |
| Godzina: 17:00 | D. Siomin 04:52 (EQ) S. Końkow 14:52 (EQ) J. Åkerman 36:06 (PP) Z. Irgl 41:05 (EQ) A. Galimow 43:35 (EQ) D. Siomin 47:10 (PP) | (2:1, 1:0, 3:0) | 19:50 (PP) J. Warłamow | Widzów: 9046 Sędzia główny: Wiktor Gaszyłow Sędziowie liniowi: Siergiej Kułakow |

| 23 marca 2009 | Mietałłurg Magnitogorsk | 2:4 | Łokomotiw Jarosław | Arena-Metallurg, Magnitogorsk |

| Szczegóły      | Szczegóły                                 | Szczegóły       | Szczegóły                                                                             | Szczegóły                                                                     |
| -------------- | ----------------------------------------- | --------------- | ------------------------------------------------------------------------------------- | ----------------------------------------------------------------------------- |
| Godzina: 17:00 | J. Marek 12:37 (EQ) T. Rolinek 51:11 (PP) | (1:1, 0:2, 1:1) | 15:59 (EQ) I. Gorochow 20:38 (EQ) A. Jaszyn 38:26 (PP) Z. Irgl 56:31 (PP) A. Wasiljew | Widzów: 7707 Sędzia główny: Rafael Kadyrow Sędziowie liniowi: Siergiej Gusiew |

| 24 marca 2009 | Mietałłurg Magnitogorsk | 0:4 | Łokomotiw Jarosław | Arena-Metallurg, Magnitogorsk |

| Szczegóły      | Szczegóły | Szczegóły       | Szczegóły                                                                                     | Szczegóły                                                                          |
| -------------- | --------- | --------------- | --------------------------------------------------------------------------------------------- | ---------------------------------------------------------------------------------- |
| Godzina: 17:00 |           | (0:2, 0:2, 0:0) | 06:20 (EQ) W. Wiszniewski 12:34 (PP) A. Jaszyn 30:55 (EQ) K. Rudienko 37:52 (EQ) I. Tkaczenko | Widzów: 7752 Sędzia główny: Wiaczesław Bulanow Sędziowie liniowi: Siergiej Kułakow |

| 26 marca 2009 | Łokomotiw Jarosław | 2:0 | Mietałłurg Magnitogorsk | Arena 2000, Jarosław |

| Szczegóły      | Szczegóły                                  | Szczegóły       | Szczegóły | Szczegóły                                                                          |
| -------------- | ------------------------------------------ | --------------- | --------- | ---------------------------------------------------------------------------------- |
| Godzina: 19:00 | J. Vašíček 37:10 (PP) M. Nilson 39:34 (PP) | (0:0, 2:0, 0:0) |           | Widzów: 9046 Sędzia główny: Andriej Biriukow Sędziowie liniowi: Siergiej Karabanow |

### Finał
Ak Bars Kazań – Łokomotiw Jarosław 4 – 3
| 2 kwietnia 2009 | Ak Bars Kazań | 0:3 | Łokomotiw Jarosław | Tatneft Arena, Kazań |

| Szczegóły      | Szczegóły | Szczegóły       | Szczegóły                                                    | Szczegóły                                                                         |
| -------------- | --------- | --------------- | ------------------------------------------------------------ | --------------------------------------------------------------------------------- |
| Godzina: 19:00 |           | (0:0, 0:3, 0:0) | 28:13 (PP) Z. Irgl 31:53 (EQ) K. Rudienko 37:03 (PP) Z. Irgl | Widzów: 8240 Sędzia główny: Aleksiej Rawodin Sędziowie liniowi: Konstantin Olenin |

| 3 kwietnia 2009 | Ak Bars Kazań | 4:3 pd. | Łokomotiw Jarosław | Tatneft Arena, Kazań |

| Szczegóły      | Szczegóły                                                                                  | Szczegóły            | Szczegóły                                                      | Szczegóły                                                                            |
| -------------- | ------------------------------------------------------------------------------------------ | -------------------- | -------------------------------------------------------------- | ------------------------------------------------------------------------------------ |
| Godzina: 19:00 | A. Morozow 16:33 (PP) D. Obuchow 49:43 (EQ) I. Nikulin 58:46 (EQ) A. Pierwyszyn 60:47 (EQ) | (1:3, 0:0, 2:0, 1:0) | 08:48 (PP) A. Jaszyn 09:02 (EQ) N. Klukin 13:13 (EQ) S. Końkow | Widzów: 7882 Sędzia główny: Siergiej Karabanow Sędziowie liniowi: Siergiej Siemionow |

| 5 kwietnia 2009 | Łokomotiw Jarosław | 3:0 | Ak Bars Kazań | Arena 2000, Jarosław |

| Szczegóły      | Szczegóły                                                     | Szczegóły       | Szczegóły | Szczegóły                                                                           |
| -------------- | ------------------------------------------------------------- | --------------- | --------- | ----------------------------------------------------------------------------------- |
| Godzina: 17:00 | M. Nilson 03:44 (PP) Z. Irgl 32:32 (PP) J. Åkerman 39:11 (EQ) | (1:0, 2:0, 0:0) |           | Widzów: 9046 Sędzia główny: Anatolij Zacharow Sędziowie liniowi: Wiaczesław Bulanow |

| 6 kwietnia 2009 | Łokomotiw Jarosław | 2:5 | Ak Bars Kazań | Arena 2000, Jarosław |

| Szczegóły      | Szczegóły                                   | Szczegóły       | Szczegóły | Szczegóły                                                                        |
| -------------- | ------------------------------------------- | --------------- | --- | -------------------------------------------------------------------------------- |
| Godzina: 19:00 | J. Åkerman 17:41 (PP) J. Vašíček 28:38 (EQ) | (1:2, 1:3, 0:0) | 02:42 (PP) A. Morozow 08:31 (EQ) J. Hentunen 21:01 (EQ) D. Obuchow 21:28 (EQ) J. Hentunen 34:56 (PP) T. Mårtensson | Widzów: 9046 Sędzia główny: Aleksiej Gorskij Sędziowie liniowi: Siergiej Kułakow |

| 8 kwietnia 2009 | Ak Bars Kazań | 2:3 | Łokomotiw Jarosław | Tatneft Arena, Kazań |

| Szczegóły      | Szczegóły                                   | Szczegóły       | Szczegóły                                                          | Szczegóły                                                                         |
| -------------- | ------------------------------------------- | --------------- | ------------------------------------------------------------------ | --------------------------------------------------------------------------------- |
| Godzina: 19:00 | D. Zaripow 06:35 (EQ) D. Obuchow 43:54 (EQ) | (1:0, 0:1, 1:2) | 22:39 (EQ) A. Kudaszow 41:48 (EQ) A. Michnow 46:57 (EQ) J. Vašíček | Widzów: 8295 Sędzia główny: Siergiej Kułakow Sędziowie liniowi: Konstantin Olenin |

| 10 kwietnia 2009 | Łokomotiw Jarosław | 2:3 pd. | Ak Bars Kazań | Arena 2000, Jarosław |

| Szczegóły      | Szczegóły                                | Szczegóły            | Szczegóły                                                          | Szczegóły                                                                           |
| -------------- | ---------------------------------------- | -------------------- | ------------------------------------------------------------------ | ----------------------------------------------------------------------------------- |
| Godzina: 19:00 | Z. Irgl 44:43 (EQ) A. Michnow 45:45 (EQ) | (0:1, 0:0, 2:1, 0:1) | 19:41 (EQ) A. Morozow 48:02 (EQ) D. Zaripow 61:08 (EQ) J. Hentunen | Widzów: 9046 Sędzia główny: Wiaczesław Bulanow Sędziowie liniowi: Anatolij Zacharow |

| 12 kwietnia 2009 | Ak Bars Kazań | 1:0 | Łokomotiw Jarosław | Tatneft Arena, Kazań |

| Szczegóły      | Szczegóły             | Szczegóły       | Szczegóły | Szczegóły                                                                           |
| -------------- | --------------------- | --------------- | --------- | ----------------------------------------------------------------------------------- |
| Godzina: 17:00 | A. Morozow 50:04 (EQ) | (0:0, 0:0, 1:0) |           | Widzów: 8294 Sędzia główny: Wiaczesław Bulanow Sędziowie liniowi: Anatolij Zacharow |

### Statystyki indywidualne
Statystyki zaktualizowane po zakończeniu fazy play-off.
Zawodnicy z pola łącznie
| Gole                         | Gole | Asysty                            | Asysty | Punkty                            | Punkty |
| ---------------------------- | ---- | --------------------------------- | ------ | --------------------------------- | ------ |
| Jukka Hentunen (Ak Bars)     | 9    | Aleksiej Jaszyn (Łokomotiw)       | 11     | Aleksiej Morozow (Ak Bars)        | 19     |
| Zbyněk Irgl (Łokomotiw)      | 8    | Aleksiej Morozow (Ak Bars)        | 11     | Aleksiej Jaszyn (Łokomotiw)       | 18     |
| Aleksiej Michnow (Łokomotiw) | 8    | Mattias Weinhandl (Dinamo Moskwa) | 10     | Tony Mårtensson (AK Bars)         | 16     |
| Aleksiej Morozow (Ak Bars)   | 8    | Josef Vašíček (Łokomotiw)         | 10     | Mattias Weinhandl (Dinamo Moskwa) | 16     |
| Aleksiej Jaszyn (Łokomotiw)  | 7    | Danis Zaripow (Ak Bars)           | 10     | Danis Zaripow (Ak Bars)           | 16     |

Obrońcy
| Gole                              | Gole | Asysty                          | Asysty | Punkty                          | Punkty |
| --------------------------------- | ---- | ------------------------------- | ------ | ------------------------------- | ------ |
| Karel Rachůnek (Dinamo Moskwa)    | 4    | Andriej Pierwyszyn (Ak Bars)    | 9      | Ilja Nikulin (Ak Bars)          | 10     |
| Johan Åkerman (Łokomotiw)         | 3    | Ilja Nikulin (Ak Bars)          | 8      | Andriej Pierwyszyn (Ak Bars)    | 10     |
| Władimir Maleńkich (Magnitogorsk) | 3    | Witalij Wiszniewski (Łokomotiw) | 7      | Witalij Wiszniewski (Łokomotiw) | 9      |
| Dienis Makarow (Łada)             | 2    | Witalij Atiuszow (Magnitogorsk) | 6      | Karel Rachůnek (Dinamo Moskwa)  | 8      |
| Andriej Zubariew (Atłant)         | 2    | Johan Åkerman (Łokomotiw)       | 5      | Johan Åkerman (Łokomotiw)       | 8      |

Bramkarze
| Skuteczność interwencji (w %)    | Skuteczność interwencji (w %) | Średnia goli straconych (na mecz)   | Średnia goli straconych (na mecz) | Mecze bez straty gola              | Mecze bez straty gola |
| -------------------------------- | ----------------------------- | ----------------------------------- | --------------------------------- | ---------------------------------- | --------------------- |
| Ray Emery (Atłant)               | 94,1                          | Witalij Jeriemiejew (Dinamo Moskwa) | 1,63                              | Gieorgij Giełaszwili (Łokomotiw)   | 5                     |
| Wasilij Koszeczkin (Łada)        | 93,5                          | Stanisław Galimow (Ak Bars)         | 1,67                              | Ilja Proskuriakow (Magnitogorsk)   | 2                     |
| Jussi Markkanen (CSKA)           | 93,4                          | Jussi Markkanen (CSKA)              | 1,74                              | Fredrik Norrena (Ak Bars)          | 2                     |
| Gieorgij Giełaszwili (Łokomotiw) | 93,3                          | Gieorgij Giełaszwili (Łokomotiw)    | 1,75                              | Jewgienij Cariegorodcew (Awangard) | 1                     |
| Aleksandr Jeriomienko (Saławat)  | 92,7                          | Ray Emery (Atłant)                  | 1,86                              | Aleksandr Jeriomienko (Saławat)    | 1                     |

Pozostałe
| Klasyfikacja +/−                | Klasyfikacja +/− | Zwycięskie gole                    | Zwycięskie gole | Minuty kar                      | Minuty kar |
| ------------------------------- | ---------------- | ---------------------------------- | --------------- | ------------------------------- | ---------- |
| Ilja Nikulin (Ak Bars)          | +13              | Zbyněk Irgl (Łokomotiw)            | 4               | Grigorij Panin (Ak Bars)        | 69         |
| Dienis Dienisow (Dinamo Moskwa) | +10              | Josef Vašíček (Łokomotiw)          | 3               | Witalij Wiszniewski (Łokomotiw) | 44         |
| Witalij Wiszniewski (Łokomotiw) | +10              | Aleksiej Kajgorodow (Magnitogorsk) | 3               | Aleksandr Switow (Awangard)     | 41         |
| Tony Mårtensson (AK Bars)       | +10              | Aleksiej Morozow (Ak Bars)         | 2               | Dienis Tołpieko (Dinamo Moskwa) | 36         |
| Aleksiej Morozow (Ak Bars)      | +9               | Jukka Hentunen (Ak Bars)           | 2               | Aleksandr Stiepanow (Ak Bars)   | 36         |

| Strzały na bramkę    | Danis Zaripow (Ak Bars)          | 71 |
| Zwycięstwa bramkarzy | Gieorgij Giełaszwili (Łokomotiw) | 13 |

### Skład triumfatorów

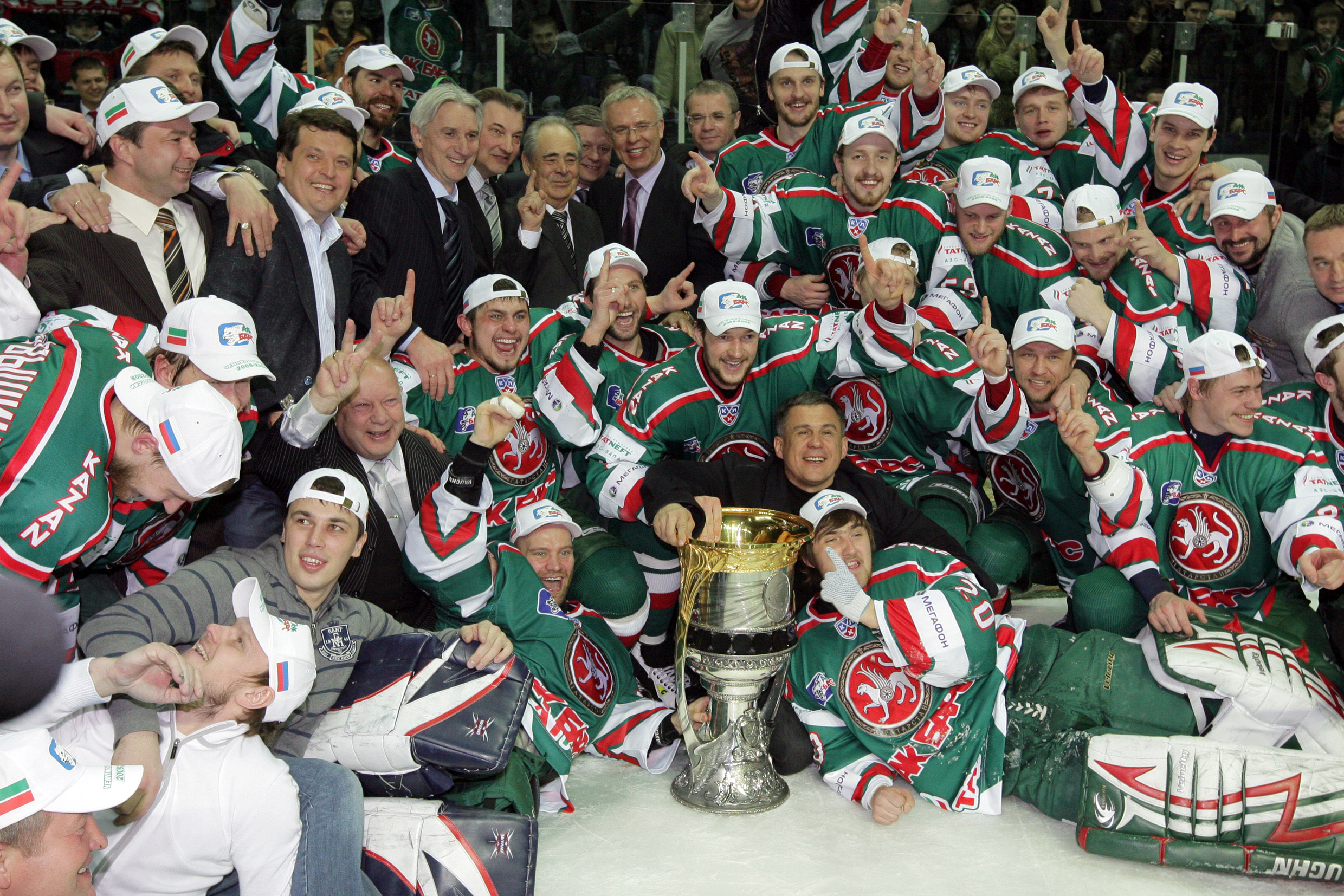
Drużyna Ak Barsu Kazań z Pucharem Gagarina po ostatnim zwycięskim meczu (1:0) z Łokomotiwem Jarosław 12 kwietnia 2009

Skład zdobywcy Pucharu Gagarina – drużyny Ak Barsu Kazań – w sezonie 2008/2009:
| Bramkarze: - Stanisław Galimow - Fredrik Norrena Obrońcy: - Wiaczesław Burawczikow - Aleksiej Jemielin - Dmitrij Kosmaczow - Jewgienij Miedwiediew - Andriej Muchaczow - Ilja Nikulin - Grigorij Panin - Andriej Pierwyszyn - Wasilij Tokranow |  | Napastnicy: - Nikita Aleksiejew - Aleksiej Badiukow - Jukka Hentunen - Niko Kapanen - Dmitrij Kazionow - Gleb Klimienko - Andriej Kuźmin - Tony Mårtensson - Aleksiej Morozow (kapitan) - Dmitrij Obuchow - Oleg Pietrow - Aleksandr Stiepanow - Danis Zaripow - Michaił Żukow |  | Szkoleniowiec: - Zinetuła Bilaletdinow (I trener) |

## Nagrody, trofea i wyróżnienia

### Trofea drużynowe
- Puchar Otwarcia: Saławat Jułajew Ufa
- Puchar Gagarina: Ak Bars Kazań
- Nagroda Wsiewołoda Bobrowa (dla najskuteczniejszej drużyny w sezonie): Saławat Jułajew Ufa (269 goli w 75 meczach – 210 w sezonie regularnym plus 59 w fazie play-off).

### Zawodnicy miesiąca
| Miesiąc     | Bramkarz                            | Obrońca                        | Napastnik                         | Pierwszoroczniak            |
| ----------- | ----------------------------------- | ------------------------------ | --------------------------------- | --------------------------- |
| Wrzesień    | Aleksandr Jeriomienko (Saławat)     | Magnus Johansson (Atłant)      | Siergiej Moziakin (Atłant)        | Maksim Kicyn (Nowokuźnieck) |
| Październik | Witalij Kolesnik (Atłant)           | Ilja Nikulin (Ak Bars)         | Jan Marek (Magnitogorsk)          | Andriej Kolesnikow (Witiaź) |
| Listopad    | Robert Esche (SKA)                  | Konstantin Korniejew (CSKA)    | Aleksiej Tierieszczenko (Saławat) | Stanisław Galimow (Ak Bars) |
| Grudzień    | Martin Prusek (Ryga)                | Karel Rachůnek (Dinamo Moskwa) | Danis Zaripow (Ak Bars)           | Aleksandr Wasiliew (Witiaź) |
| Styczeń     | Witalij Jeriemiejew (Dinamo Moskwa) | Witalij Proszkin (Saławat)     | Aleksandr Koroluk (Atłant)        | Aleksandr Wasiliew (Witiaź) |
| Luty        | Dimitrij Kotschnew (Spartak)        | Peter Podhradský (Torpedo)     | Danis Zaripow (Ak Bars)           | Stiepan Zacharczuk (Łada)   |
| Marzec      | Gieorgij Giełaszwili (Łokomotiw)    | Ilja Nikulin (Ak Bars)         | Mattias Weinhandl (Dinamo Moskwa) | –                           |

### Nagrody indywidualne
- Złoty Kij – Najbardziej Wartościowy Gracz (MVP) sezonu regularnego: Danis Zaripow (Ak Bars Kazań)
- Mistrz Play-off – Najbardziej Wartościowy Gracz (MVP) fazy play-off: Aleksiej Morozow (Ak Bars Kazań)
- Najlepszy Bramkarz Sezonu: Gieorgij Giełaszwili (Łokomotiw)
- Najskuteczniejszy strzelec sezonu: Jan Marek (Magnitogorsk)
- Najlepiej punktujący zawodnik: (punktacja kanadyjska): Siergiej Moziakin (Atłant)
- Najlepiej punktujący obrońcy: Kevin Dallman (Barys)
- Najlepsza Trójka (dla najskuteczniejszego tercetu napastników w sezonie regularnym): Danis Zaripow, Tony Mårtensson, Aleksiej Morozow (Ak Bars)
- Dżentelmen na Lodzie (dla jednego obrońcy i jednego napastnika – honorująca graczy, którzy łączą sportową doskonałość z nieskazitelnym zachowaniem): Andriej Pierwyszyn (Ak Bars) i Siergiej Moziakin (Atłant)
- Żelazny Człowiek (dla zawodnika, który rozegrał najwięcej spotkań mistrzowskich w ostatnich trzech sezonach): Danis Zaripow (Ak Bars) – 213 rozegranych meczów.
- Nagroda „Sekundy” (dla strzelca najszybszego i najpóźniejszego gola w meczu):
  - Alaksiej Kalużny (Nieftiechimik) – strzelił bramkę w 8. sekundzie meczu
  - Igor Jemielejew (Awangard Omsk) – czas meczu w dogrywce: 68:43
- Nagroda dla najlepszego pierwszoroczniaka sezonu KHL im. Aleksieja Czeriepanowa: Ilja Proskuriakow (Magnitogorsk)
- Nagroda za Wierność Hokejowi (dla największego weterana hokejowego za jego cenny wkład w sukces drużyny): Oleg Pietrow (Ak Bars).
- Najlepszy trener sezonu: Zinetuła Bilaletdinow (Ak Bars)
- Najlepszy menadżer generalny klubu: Jurij Jakowlew (Łokomotiw)
- Najlepszy sędzia: Wiaczesław Bulanow
- Najgłośniejsi kibice klubowi: fani Dinama Ryga
- Złoty Kask (przyznawany sześciu zawodnikom wybranym do składu gwiazd sezonu):
  - Gieorgij Giełaszwili (Łokomotiw) – bramkarz,
  - Kevin Dallman (Barys) – obrońca,
  - Ilja Nikulin (Ak Bars) – obrońca,
  - Danis Zaripow (Ak Bars) – napastnik,
  - Aleksiej Tierieszczenko (Saławat) – napastnik,
  - Aleksiej Morozow (Ak Bars) – napastnik.

## Ostateczna kolejność
| Lp. | Drużyna                   |
| --- | ------------------------- |
| 1   | Ak Bars Kazań             |
| 2   | Łokomotiw Jarosław        |
| 3   | Mietałłurg Magnitogorsk   |
| 4   | Dinamo Moskwa             |
| 5   | CSKA Moskwa               |
| 6   | Atłant Mytiszczi          |
| 7   | Spartak Moskwa            |
| 8   | Awangard Omsk             |
| 9   | Saławat Jułajew Ufa       |
| 10  | SKA Sankt Petersburg      |
| 11  | Dinamo Ryga               |
| 12  | Torpedo Niżny Nowogród    |
| 13  | Traktor Czelabińsk        |
| 14  | Łada Togliatti            |
| 15  | Nieftiechimik Niżniekamsk |
| 16  | Barys Astana              |
| 17  | Siewierstal Czerepowiec   |
| 18  | HK MWD Bałaszycha         |
| 19  | Sibir Nowosybirsk         |
| 20  | Amur Chabarowsk           |
| 21  | Mietałłurg Nowokuźnieck   |
| 22  | Dynama Mińsk              |
| 23  | Witiaź Czechow            |
| 24  | Chimik Woskriesiensk      |